# Murray Stewart
Murray Stewart (n. 2 iulie 1986, Durban, Africa de Sud) este un caiacist australian, medaliat olimpic. A participat la 3 ediții ale Jocurilor Olimpice (2012, 2016, 2020) în care a câștigat o medalie de aur.